# Coniopteryx (Coniopteryx) palpalis
Coniopteryx (Coniopteryx) palpalis is een insect uit de familie van de dwerggaasvliegen (Coniopterygidae), die tot de orde netvleugeligen (Neuroptera) behoort. 
Coniopteryx (Coniopteryx) palpalis is voor het eerst wetenschappelijk beschreven door Meinander in 1972.